# Saint-André-des-Eaux, Côtes-d'Armor
Saint-André-des-Eaux är en kommun i departementet Côtes-d'Armor i regionen Bretagne i nordvästra Frankrike. Kommunen ligger i kantonen Évran som tillhör arrondissementet Dinan. År 2022 hade Saint-André-des-Eaux 395 invånare.

## Befolkningsutveckling
Antalet invånare i kommunen Saint-André-des-Eaux
Referens:INSEE